# Ruch Piątej Republiki
Ruch Piątej Republiki, MVR (dosł. z hiszp. Movimiento V República) – wenezuelska lewicowa partia polityczna, założona w 1997 przez Hugo Cháveza. Była to największa partia w kraju od 1998 do 2006. W ostatnich wyborach, w których brała udział otrzymała 4,822,175 głosów (41,66%). Jej ideologia opierała się na idei Simona Bolivara, z elementami humanistycznymi, socjalistycznymi i postulatami na rzecz demokracji uczestniczącej. W 1999 niespodziewanie pokonała dwie główne, tradycyjne partie polityczne kraju Acción Democrática i Copei.